# Expositurkirche Wald im Pitztal

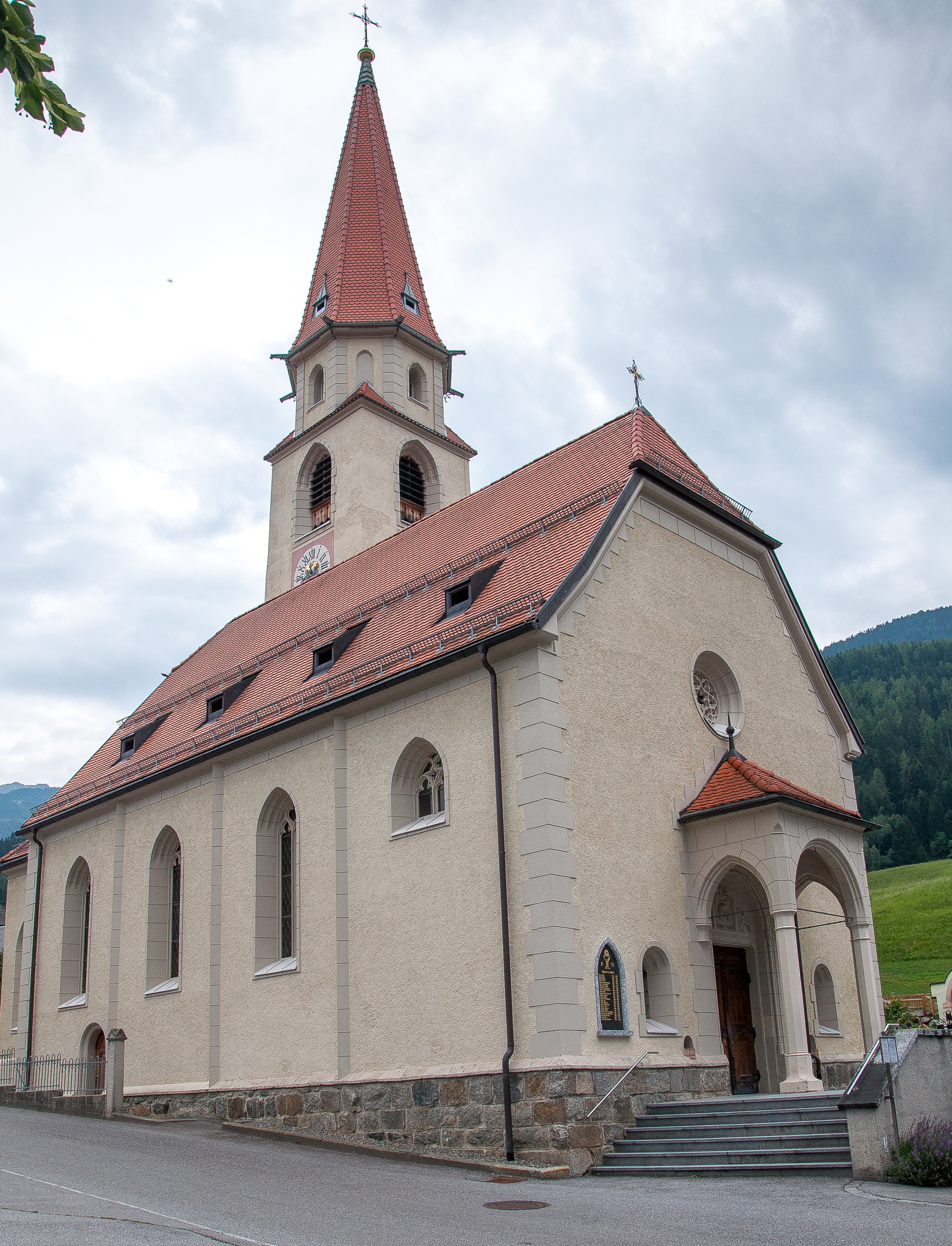
Expositurkirche hl. Thomas

Die römisch-katholische Expositurkirche Wald im Pitztal steht in der Rotte Wald im Pitztal in der Gemeinde Arzl im Pitztal im Bezirk Imst in Tirol. Sie ist dem heiligen Thomas geweiht und gehört als Expositur der Pfarre Arzl im Pitztal zum Dekanat Imst in der Diözese Innsbruck. Das Gebäude steht unter Denkmalschutz.

## Lagebeschreibung
Die Kirche liegt in der Rotte Wald im Pitztal und wird von einem Friedhof umgeben.

## Geschichte
1493 wird urkundlich vom Bau einer dem heiligen Thomas geweihten Kapelle durch eine adelige Familie berichtet. 1691 erhielt Wald erstmals einen eigenen Priester und vier Jahre später, 1695, wurde die Kirche Wald zur Kaplaneikirche erhoben. Ein Brand 1754 beschädigte die Kirche schwer. Beim Wiederaufbau wurde der Bau vergrößert im neugotischen Stil errichtet. 1907 bekam Wald einen eigenen Friedhof und wurde zur Expositurkirche erhoben. 1909 brannte die Kirche abermals. In den Jahren 1911 und 1912 wurde sie von Baumeister Hörmann aus Mötz restauriert. Dabei bekam sie ihr heutiges Aussehen. Die letzte Innenrestaurierung wurde 1982 abgeschlossen.

## Architektur

### Außenbeschreibung
Die Kirche ist ein im Kern gotischer Bau, der neugotisch umgebaut wurde. Der Chor ist eingezogen und im Süden ist ein im Kern gotischer Kirchturm mit spitzbogigen Schallfenstern vorgestellt. Auf dem Kirchturm ist ein achteckiger Aufsatz mit Pyramidendach. An der Westfassade ist über dem Portal ein Baldachin.

### Innenbeschreibung
Das Langhaus ist vierjochig und tonnengewölbt mit Spitzkappen und Netzrippen. Das Gewölbe lagert auf Wandpfeilern mit Runddiensten. Ein spitzbogiger Triumphbogen trennt das Kirchenschiff vom einjochigen Chor. Dieser hat einen 5/8-Schluss. Das südliche Portal ist rundbogig. Die Malerei auf dem Triumphbogen malte Rafael Thaler im Jahr 1931. Sie zeigt einen Gnadenstuhl sowie die Kirchenväter.

## Ausstattung
Die Altarausstattung stammt aus der Bauzeit. Auf dem Hochaltar steht eine Schnitzgruppe, die Jesus mit dem ungläubigen Apostel Thomas darstellt. Die Kanzel stammt von einem Künstler namens Hinterholzer aus dem Jahr 1913. Die Glocke wurde 1790 gegossen.